# Armada Imperial Japonesa en la Primera Guerra Mundial
La Armada Imperial Japonesa llevó a cabo la mayoría de las operaciones militares de Japón durante la Primera Guerra Mundial. Japón entró en la guerra del lado de la Entente, contra Alemania y Austria-Hungría como consecuencia de la Alianza anglo-japonesa de 1902. La participación japonesa en la guerra fue limitada. Las campañas u operaciones incluyeron la captura de Tsingtao, la caza de la Escuadra de Asia Oriental alemana, la captura de colonias alemanas en el Pacífico y operaciones en el Mediterráneo. Estos fueron eventos notables, pero considerados marginales para el resultado de la guerra.

## Operaciones navales en Tsingtao

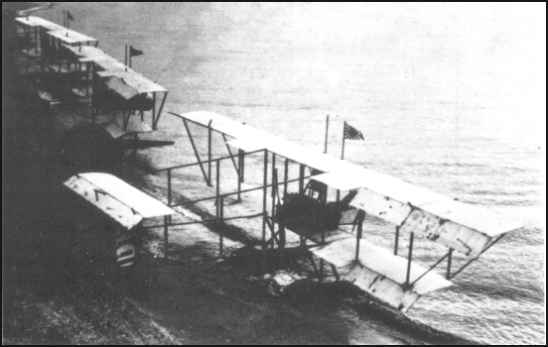
Hidroaviones Maurice Farman utilizados durante el asedio de Tsingtao.

Artículo principal: Batalla de Tsingtao
El 27 de agosto de 1914, la 2.ª Flota al mando del vicealmirante Katō Sadakichi fue enviada para bloquear la colonia alemana de Tsingtao en la península de Shandong. La 2.ª Flota estaba formada principalmente por buques de guerra más antiguos, siendo el buque insignia el pre-dreadnought Suwo. Más tarde, el 31 de octubre, los japoneses, junto con una fuerza simbólica británica, sitiaron la colonia alemana. Con la Escuadra de Asia Oriental ausente, la Armada Imperial Japonesa desempeñó principalmente un papel de apoyo al bombardear las posiciones alemanas y austriacas. Sin embargo, la campaña se destacó por el uso de hidroaviones japoneses Wakamiya. Desde principios de septiembre, cuatro hidroaviones Maurice Farman a bordo del Wakamiya realizaron operaciones de reconocimiento y bombardeo aéreo sobre Tsingtao. El avión tenía visores de bombas rudimentarios y llevaba de seis a diez bombas que se habían convertido a partir de proyectiles de artillería y se lanzaban a través de tubos de metal a cada lado de la cabina. El 5 de septiembre, en la primera operación exitosa, dos hidroaviones Farman arrojaron varias bombas sobre las baterías de Bismarck, que eran las principales fortificaciones alemanas en Tsingtao. Las bombas cayeron inofensivamente en el lodo, pero la aeronave pudo confirmar que el SMS Emden no estaba presente en Tsingtao, esta información era de gran importancia para el mando naval aliado. Después de que el Wakamiya fuera dañado por una mina el 30 de septiembre, los hidroaviones continuaron utilizándose contra los defensores alemanes transfiriendo sus operaciones cerca de la costa. Al final del asedio y la rendición el 7 de noviembre de 1914, el avión había realizado 50 salidas y arrojado casi 200 bombas, aunque el daño a las defensas alemanas fue leve.
Los japoneses sufrieron algunas pérdidas navales; el 3 de septiembre, el destructor Shirotae encalló durante la niebla en la bahía de Jiaozhou y, en consecuencia, fue destruido por el fuego de las baterías costeras alemanas y la cañonera SMS Jaguar. Los dragaminas auxiliares Nagato Maru No.3 y Nagato Maru No.6 fueron hundidos por las minas el 3 de octubre. El minador Takachiho se hundió después de ser torpedeado por el S90 el 17 de octubre, mientras que el Torpedo Boat 33 se hundió después de chocar contra una mina el 11 de noviembre, después de la rendición alemana.

## Operaciones en el Pacífico

### Búsqueda de la Escuadra de Asia Oriental
Artículo principal: Teatro de operaciones del Extremo Oriente y el Pacífico (Primera Guerra Mundial)
El 14 de septiembre, la Escuadra del Pacífico Sur bajo el mando del vicealmirante Yamaya Tanin abandonó Yokosuka para perseguir a la Escuadra de Asia Oriental alemana que huía. La escuadra constaba de un crucero de batalla (buque insignia Kurama), dos cruceros, dos destructores y tres transportes. Sin embargo, en ese momento, el vicealmirante von Spee había dejado las Islas Marshall y se dirigía a Tahití para atacar las instalaciones portuarias francesas allí mientras se dirigía al cabo de Hornos.

### A la caza delEmdeny los asaltos alemanes a barcos mercantes
A fines de agosto de 1914, con la guerra declarada, los japoneses no perdieron el tiempo en desplegar sus poderosos buques en apoyo de los esfuerzos aliados contra los atacantes alemanes en Asia-Pacífico. El crucero de batalla Kongō fue enviado de inmediato para patrullar las rutas marítimas y tres días después, el 26 de agosto, a pedido del gobierno británico, el Ibuki junto con el crucero ligero Chikuma fueron enviados a Singapur para brindar apoyo en la búsqueda de los alemanes, en particular el crucero ligero SMS Emden. Mientras que el Chikuma permaneció en el área patrullando sin éxito hasta Ceilán, el 18 de septiembre, el Ibuki pronto fue enviado de regreso al este para comenzar la tarea de escoltar los convoyes de tropas aliadas que transportaban contingentes del ANZAC desde Australia y Nueva Zelanda hasta Oriente Medio. La caza de asaltantes comerciales alemanes continuó y el Satsuma, junto con los cruceros ligeros Yahagi e Hirado, fueron enviados a vigilar las rutas marítimas alrededor de Australia. Durante octubre, en un esfuerzo por cazar barcos alemanes, la fuerza japonesa en el Océano Índico se fortaleció enormemente con todos los barcos bajo el mando del vicealmirante Sojiro Tochinai; finalmente empleando dos cruceros de batalla, el Ibuki y el Ikoma; tres cruceros acorazados, Tokiwa, Yakumo y Nisshin, y tres cruceros ligeros, Hirado, Yahagi y Chikuma. El 1 de noviembre, en respuesta a una solicitud británica, los japoneses asumieron temporalmente la responsabilidad de toda la actividad naval aliada en el Océano Índico al este de los 90 grados de longitud y permanecieron al mando durante el resto del mes.

### Toma de territorios alemanes en el Pacífico
Después de pasar las Islas Bonin, la Escuadra del Pacífico Sur se detuvo en las Marianas, pero no encontró señales de que los barcos enemigos avanzaran lo más rápido posible hacia las Islas Marshall, llegando al atolón Enewetak el 29 de septiembre. Sin embargo, el objetivo final del escuadrón era el atolón Jaluit, que era la sede comercial alemana en el Pacífico central. Anclando frente a Jaluit el 30 de septiembre, los japoneses encontraron la gran laguna vacía y desembarcaron en tierra. El puñado de autoridades alemanas en la isla no hizo ningún intento de resistir o agitar a la población nativa. Después de hacerse con el control del atolón, el vicealmirante Yamaya envió por radio su informe al cuartel general naval en Tokio. Las instrucciones llegaron casi de inmediato, se ordenó a Yamaya que retirara el grupo de desembarco y que la Escuadra del Pacífico Sur se retirara a Enewetak. Yamaya cumplió y se fue hacia el oeste solo para recibir más órdenes unos días después, indicando que regresaría y desembarcaría una fuerza de ocupación permanente en Jaluit. El 3 de octubre, se desembarcó un grupo permanente de tres oficiales y cien hombres.
Al mismo tiempo, se había formado una segunda escuadra naval a pedido del gobierno británico, que había solicitado que se enviara un grupo de batalla a Australia para proteger los transportes de tropas que transportaban contingentes de ANZAC en su viaje a Oriente Medio. La , bajo el mando del Contralmirante Matsumura Tatsuo, compuesto por el acorazado Satsuma y dos cruceros ligeros; partió de Sasebo el 30 de septiembre. En consecuencia, 2.ª Escuadra del Pacífico Sur al mando del contraalmirante Yamaya pasó a llamarse 1.ª Escuadra del Pacífico Sur. Ambas escuadras recibieron instrucciones de llevar a cabo ocupaciones temporales de los principales territorios alemanes en Micronesia. El 5 de octubre, la 1.ª Escuadra del Pacífico Sur ancló frente a Kosrae; el 7 llegó a la isla de Sokehs y entró en el puerto de Pohnpei; y el día 12, el Kurama, seguido por una escolta de cruceros, entró en las islas Chuk, donde el empresario y aventurero japonés Mori Koben fue testigo de cómo los barcos estaban anclados. En el oeste, Matsumura en el Satsuma, escoltado por dos cruceros, entró en el puerto de Yap para consternación de la Armada Real Australiana, que se dirigía al norte para hacerlo; el 7 de octubre, un grupo de desembarco desembarcó en Koror, en Palaos; el 9, Angaur y sus minas de fosfato alemanas estaban en manos japonesas; y el día 14, el acorazado Katori echó el ancla en la rada frente a la ciudad de Garapan en Saipán. La ocupación japonesa de Micronesia con la excepción de la colonia estadounidense de Guam y las Gilbert británicas fue completa. En dos meses, la Armada Imperial Japonesa había ocupado todas las posesiones alemanas en el Pacífico, al norte del ecuador.

## Operaciones en el Mediterráneo (1917 - 1918)

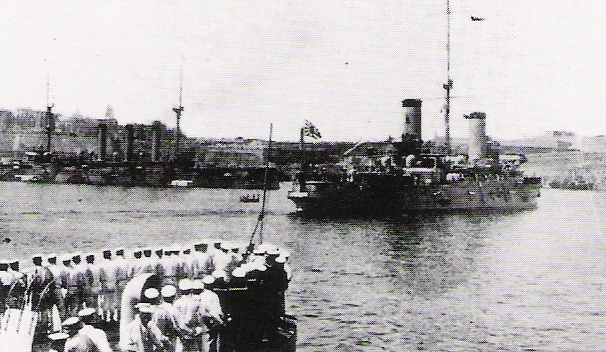
El Nisshin en Malta.

Artículo principal: 2.ª Escuadra Especial
En 1917, Alemania había declarado una guerra submarina sin restricciones contra la navegación aliada. En el Mediterráneo, había unos treinta y cuatro submarinos alemanes y austriacos operando desde el Adriático que estaban causando estragos en la navegación aliada. Poco después, Japón aceptó una solicitud británica de enviar una división de destructores al Mediterráneo. En marzo de ese año, los japoneses organizaron un escuadrón de servicio especial al mando del contraalmirante Kōzō Satō<nowiki>. La escuadra constaba de un crucero y dos divisiones de destructores, cada una compuesta por cuatro de los destructores más nuevos de la Armada. Al llegar a Malta en abril, en el punto álgido de los ataques de submarinos, la pequeña escuadra japonesa comenzó de inmediato a escoltar a los barcos de tropas aliados entre Marsella, Tarento y los puertos de Egipto. Durante el siguiente año y medio, la escuadra participó en unas 348 misiones de escolta, involucrando a unos 750 barcos y cubriendo más de 240.000 millas náuticas. La escuadra se ganó rápidamente tal reputación por su excelente habilidad en el mar, que la Marina Real británica finalmente entregó dos de sus destructores para que fueran tripulados por tripulaciones japonesas durante la guerra. El destructor Sakaki fue, el 11 de junio, torpedeado y perdió a cincuenta y nueve oficiales y hombres, incluido el capitán, pero regresó a Malta y finalmente se reincorporó a la escuadra.
Aunque la escuadra no pudo reclamar el hundimiento de un submarino, las pérdidas aliadas en el Mediterráneo disminuyeron drásticamente después de que los japoneses llegaran a la zona. Más importante aún, las tripulaciones japonesas que participaron en las operaciones de escolta aprendieron mucho sobre tácticas, tecnología y armamento antisubmarinos. Sin embargo, estos importantes principios del sistema de convoyes y las lecciones de la guerra antisubmarina, aprendidas por un puñado de oficiales y hombres japoneses en una estación distante, fueron olvidadas rápidamente. Las operaciones en el Mediterráneo fueron consideradas ordinarias por el personal naval en Tokio, este descuido indudablemente jugó un papel en el fracaso de los japoneses para desarrollar un contraataque efectivo a las operaciones de los submarinos estadounidenses en la guerra del Pacífico.
Se dedicó un monumento en el cementerio naval de Kalkara en Malta a los 72 marineros japoneses que murieron en acción durante las patrullas del convoy en el Mediterráneo.